# Улан (фильм)
«Улан» — советский художественный фильм, снятый режиссёром Толомушем Океевым в 1977 году на студии «Киргизфильм».

## Сюжет
Фильм рассказывает о деградации Азата Майрамова, хорошего семьянина и человека, уважаемого в обществе. Будучи не в силах справиться с алкоголизмом, он теряет семью, друзей, работу, здоровье и свободу.
Первоначальное название фильма — «Ветром унесённый». Улан — название штормового ветра на озере Иссык-Куль.

## В ролях
- Суйменкул Чокморов — Азат Майрамов
- Наталья Аринбасарова — Гульсара
- Вацлав Дворжецкий — Нелаев
- Асанкул Куттубаев — отец Азата
- Советбек Жумадылов — Сагын
- Асанбек (Арсен) Умуралиев — Нуртай
- Джамал Сейдакматова — Фатима

## Над фильмом работали
- Режиссёр-постановщик: Толомуш Океев.
- Сценаристы: Эдуард Тропинин, Толомуш Океев.
- Главный оператор: Кадыржан Кыдыралиев.
- Оператор комбинированных съемок: Юрий Ивлев.
- Композитор: Таштан Эрматов.
- Художник-постановщик: Савет Агоян[вд].
- Художник-гример: Элеонора Котова.
- Художник по костюмам: Н. Муллер.
- Монтажер: Ракия Шершенова.
- Дирижёр Государственного оркестра кинематографии СССР: Давид Штильман.
- Звукооператор: В. Ковалева.
- Мастера по освещению: В. Шинкарук, Дамир Акманов.
- Художник-оформитель: В. Волчанский.
- Ассистент художника: А. Литвинов.
- Фотохудожник: Александр Федоров.
- Редактор: Рудольф Чмонин.
- Консультант, полковник милиции: С. Наматбаев.
- Директор картины: В. Скрыльников.
- Режиссёры: К. Орозалиев, Т. Раззаков.
- Режиссёр-стажер: Е. Котлов.
- Операторы: М. Сигбатуллин, В. Шнайдер, Т. Мамбеталиев.
- Ассистенты: С. Курманов, Т. Усенов.

## Награды
- На XI Всесоюзном кинофестивале в Ереване (1978) Толомуш Океев получил приз за лучшую режиссуру, а Суйменкул Чокморов получил приз за лучшее исполнение мужской роли.
- На V Международном кинофестивале стран Азии, Африки и Латинской Америки в Ташкенте (1978) Суйменкул Чокморов получил приз за лучшее исполнение мужской роли.